# Makpelas hule
Makpelas hule er et gravkompleks i Hebron syd for Jerusalem, og verdens næsthelligste sted for jøder, efter Tempelbjerget. Hulen og den omgivende mark er angiveligt gravplads for jødefolkets patriarker og matriarker. Den eneste, der mangler, er Rakel, som blev gravlagt ved Bethlehem efter at være død i barsel.
Af muslimer bliver stedet omtalt som Abrahams gravsted (arabisk: الحرم الإبراهيمي). Bygningen, der ligger i den gamle del af Hebron, anses af jøder, kristne og muslimer for at være gravstedet for fire bibelske par:
1. Adam og Eva - ud fra en jødisk overlevering om, at Hebron skulle være indgangen til Edens have.[2]
2. Abraham og Sara
3. Isak og Rebekka
4. Jakob og Lea.

Ifølge første Mosebog købte patriarken Abraham grunden af hittitten Efron som et familiegravsted, da hans hustru Sara døde. Bibelen beskriver summen for købet som 400 sekel sølv. Teksten refererer to gange til stedet som "Makpelas hule". Navnet "Makpela" betyder "Den dobbelte", måske fordi hulen lå på to plan, eller fordi den tjente som gravplads for ægtepar. Byen Hebrons hebraiske navn, Kirjat Arba (= De fires by) henviser også til de fire par, der angiveligt ligger begravet der.
Stedet er kom i 2017 på UNESCOs verdensarvliste til stærke protester fra Israel.
Frem til 1929 var det ikke tilladt for andre end muslimer at passere det syvende trappetrin til gravene. Efter Hebronmassakren i 1929, hvor 67 jøder i Hebron blev myrdet, blev tilgangen yderligere begrænset af de britiske myndigheder. Efter sejren i seksdageskrigen kom området igen under jødisk kontrol i 1967, og stedet blev igen åbnet for jøder.
Under ramadan 25. februar 1994 gik lægen Baruch Goldstein, født i Brooklyn, ind i bygningen, hvor omkring 800 muslimer var samlet i bøn. Med automatvåben dræbte han 29 palæstinensere og sårede 125. Stedet var bevogtet af israelske soldater, som ikke standsede eller kontrollerede Goldstein. Dette bidrog til rygter om, at flere kunne havet deltaget i angrebet.

## Eksterne links
- Wikimedia Commons har flere filer relateret til Makpelas hule

31°31′29″N 35°06′39″Ø / 31.524672°N 35.110758°Ø